# Лятошевский, Зыгмунт
Зыгмунт Лятошевский (пол. Zygmunt Latoszewski; 26 апреля 1902, Познань — 18 января 1995, Варшава) — польский дирижёр.
В детстве пел в хоре, затем учился в Познанской консерватории у Здзислава Янке (скрипка) и Феликса Нововейского (теория музыки). Поступив в Познанский университет, специализировался в области музыковедения, в 1932 г. защитил диссертацию «Первые польские оперы Мачея Каменьского». В 1924—1929 гг. выступал также как музыкальный критик, в 1925—1928 гг. редактировал выходивший в Познани ежемесячный журнал «Muzyka Kościelna». 5 мая 1929 г. дебютировал как дирижёр.
В довоенный период был связан, главным образом, с Познанской оперой, в 1933—1939 гг. (и вновь в 1945—1948 гг.) возглавлял её. Одновременно в 1945 г. стал первым руководителем воссозданного в Кракове Краковского филармонического оркестра. В 1949 г. перешёл в Балтийский филармонический оркестр, в котором работал до 1961 г., с перерывом в 1952—1954 гг., когда возглавлял Варшавскую оперу). В 1961—1972 гг. художественный руководитель оперного театра в Лодзи. Дирижировал и в дальнейшем — в частности, в 1979 г. по случаю 50-летия своей дирижёрской карьеры совершил турне по всем польским городам, с которыми она была связана, а в 1982 г. отметил своё 80-летие руководством новой постановкой оперы Станислава Монюшко «Графиня» в Варшавской опере. С 1965 г. профессор Варшавской консерватории.